# Рагби 15 репрезентација Хрватске
Рагби јунион репрезентација Хрватске је рагби јунион тим који представља Хрватску у овом екипном спорту. Хрватска је најјача рагби селекција са простора бивше Југославије и такмичи се у дивизији 2А Куп европских нација. У Југославији, хрватски рагби клуб Нада из Сплита је имао највише успеха ( 11 титула ). Први званични тест меч рагбисти Хрватске играли су против Словеније 1993. и победили 35-3. Највећу победу Хрватска је остварила 1993. против Мађарске 78-3. Данас два Хрвата играје за две репрезентације које се убрајају у најбоље у Европи, Јустин Типурић игра за Велс, а Мет Квесић за Енглеску. Капитен рагби јунион репрезентације Хрватске је Тончи Бузов.

## Тренутни састав
Марко Буљац
Стипе Томић 
Филип Мијић
Тони Грле
Иван Решетар
Иван Шута
Денис Бречић
Томислав Буразин
Крешимир Ћорић
Дарио Јурчевић
Лука Јеротић
Жељко Галић
Томислав Кадић
Тончи Бузов - капитен
Ник Јуришић
Иван Миљак